# معاهدة العقير

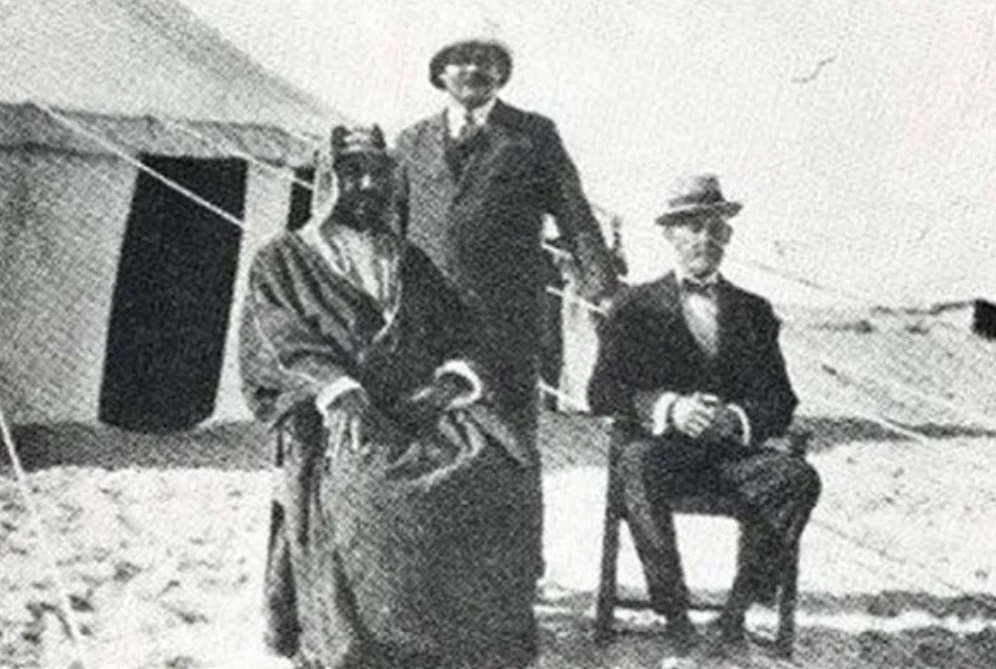
سلطان نجد عبدالعزيز آل سعود مع المندوب البريطاني بالعراق بيرسي كوكس في العقير عام 1922م

صبيح بك رئيس وفد العراق

معاهدة العقير أو مؤتمر العقير هي معاهدة حدودية وُقّعت في العقير في 2 كانون الأول/ديسمبر عام 1922 بين سلطنة نجد بحضور سلطان نجد عبد العزيز بن عبد الرحمن آل سعود وصبيح بك نشأت وزير المواصلات والأشغال رئيس وفد العراق ممثلا عن الملك فيصل الأول ملك مملكة العراق وشيخ عشيرة العمارات العراقي فهد الهذال ممثلاً عن بادية العراق، وجون مور الوكيل السياسي البريطاني في الكويت ممثلا عن الكويت وكان السير بيرسي كوكس يلعب دور الوسيط في تلك الاجتماعات، بموجب المعاهدة تم ترسيم حدود سلطنة نجد الشمالية مع مملكة العراق والكويت. وتعتبر المعاهدة ملحقاً لمعاهدة المحمرة.

## اجتماع العقير

حضرَ الشيخ العراقي فهد الهذال ممثلاً لبادية العراق بالمملكة العراقية.

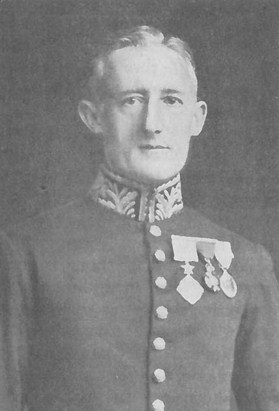
بيرسي كوكس

اجتمع في العقير كل من السير بيرسي كوكس والميجور مور المعتمد السياسي البريطاني في الكويت ووزير المواصلات والأشغال العراقي صبيح بك ممثلا عن العراق والتقوا مع الملك عبد العزيز بن عبد الرحمن آل سعود، انصب النقاش حول ترسيم حدود نجد مع العراق. وبدأ الطرفان بالتشدد في مواقفهم، حيث طلب العراق أن تكون حدوده على بعد 12 ميلا من الرياض، بالمقابل طلب ابن سعود كل مناطق البدو الشمالية من حلب حتى نهر العاصي، وعلى جانب الشط الأيمن للفرات وحتى البصرة وطالب أيضا بحدود قبلية بدلا من حدود ثابتة. بضغط من كوكس تخلى ابن سعود عن مطلبه في قبائل الظفير والتي تسكن بالقرب من الفرات، ولكنه واصل بالمطالبة على القبائل الأخرى.
استمرت النقاشات طوال خمسة أيام أراد الجانب العراقي حدوداً لا تقل عن 200 ميل جنوب الفرات بينما أراد الملك عبد العزيز بن عبد الرحمن آل سعود أن يتم تحديد الحدود عن طريق الحدود بالنسبة لمنازل القبائل الموالية لكل طرف بدلاً من الترسيم عن طريق الخرائط. في اليوم السادس من اللقاءات رسم بيرسي كوكس بالخط الأحمر الحدود على خريطة التي اعتمدت من قبل الأطراف الثلاث وتقرر بناء عليها إنشاء منطقتين محايدتين الأولى بين الكويت والسعودية والثانية بين العراق والسعودية.

## وصلات خارجية
- نص المعاهدة من موقع مقاتل من الصحراء:
  - نمرة 1 نسخة محفوظة 28 مارس 2009 على موقع واي باك مشين.
  - نمرة 2
  - ملحق لنمرة 1.